# Ото (Насау-Вайлбург)
Вижте пояснителната страница за други личности с името Ото.
Ото фон Насау-Вайлбург (на немски: Otto von Nassau-Weilburg; * 24 февруари 1610, Саарбрюкен; † 24 ноември 1632, Страсбург) е от 1629 г. граф на Насау-Вайлбург в Нойвайлнау, господар на Кирххайм и капитан.

## Живот
Той е най-малкият син на Лудвиг II фон Насау-Вайлбург (1565 – 1627) и съпругата му Анна Мария фон Хесен-Касел (1567 – 1626), дъщеря на ландграф Вилхелм IV от Хесен-Касел и Сабина от Вюртемберг.
След смъртта на баща му през 1627 г. страната се поделя. Най-големият му брат Вилхелм Лудвиг (1590 – 1640), получава Графство Саарбрюкен, Йохан (1603 – 1677) става граф на Насау-Идщайн, Ернст Казимир (1607 – 1655) става граф на Насау-Вайлбург. Ото получава господството Кирххайм и понеже е още млад, управлението поема брат му Вилхелм Лудвиг.
Ото не се жени. Умира на 24 ноември 1632 г. в Страсбург. Наследен е от брат му Ернст Казимир.